# Ctenucha vittigerum
Ctenucha vittigerum är en fjärilsart som beskrevs av Blanchard 1852. Ctenucha vittigerum ingår i släktet Ctenucha och familjen björnspinnare. Inga underarter finns listade i Catalogue of Life.